# Kopki (województwo podkarpackie)
Kopki – wieś w Polsce, położona w województwie podkarpackim, w powiecie niżańskim, w gminie Rudnik nad Sanem.
W latach 1954–1972 wieś należała i była siedzibą władz gromady Kopki. W latach 1975–1998 miejscowość administracyjnie należała do województwa tarnobrzeskiego.
W miejscowości znajduje się kościół, który jest siedzibą parafii św. Marcina. W strukturze kościoła rzymskokatolickiego parafia należy do metropolii lubelskiej, diecezji sandomierskiej, dekanatu Rudnik nad Sanem.

## Części wsi
| SIMC    | Nazwa            | Rodzaj    |
| ------- | ---------------- | --------- |
| 0805465 | Górka            | część wsi |
| 0805471 | Kąty             | część wsi |
| 0805488 | Komorniki        | część wsi |
| 0805494 | Olszyna          | część wsi |
| 0805502 | Podborze         | część wsi |
| 0805519 | Wygoda           | część wsi |
| 0805525 | Zagrody          | część wsi |
| 0805531 | Zakościele       | część wsi |
| 0805548 | Zakościele-Górka | część wsi |

## Historia
Przed 1344 w Kopkach istniała komora celna przy prastarym trakcie handlowym z Torunia przez Sandomierz, Krzeszów, do Lwowa i dalej na Ruś. W 1657 książę Siedmiogrodu Jerzy Rakoczy spalił i doszczętnie zniszczył wieś. W 1895 powstała Ochotnicza Straż Pożarna w Kopkach.
1 stycznia 1965 część Kopek włączono do Rudnika.

## Transport
- Droga krajowa nr 77: Lipnik – Sandomierz – Stalowa Wola – Nisko – Leżajsk – Jarosław – Przemyśl
- Droga wojewódzka nr 861: Kopki – Bojanów
- Droga wojewódzka nr 863: Kopki – Tarnogród – Cieszanów